# Lit bactérien
 (avril 2015).
Si vous disposez d'ouvrages ou d'articles de référence ou si vous connaissez des sites web de qualité traitant du thème abordé ici, merci de compléter l'article en donnant les références utiles à sa vérifiabilité et en les liant à la section « Notes et références ».
L’épuration des eaux par lit bactérien est une méthode d’épuration biologique par cultures fixées. Ce système est le plus souvent utilisé pour les eaux très chargées provenant d’industries agroalimentaires, d’apport viticole ou autres…

## Description
Cette technique consiste à faire supporter les microorganismes épurateurs par des matériaux poreux ou caverneux. L'eau à traiter est dispersée en tête de réacteur, traverse le garnissage et peut être reprise pour une recirculation. Dans les lits bactériens (ou filtres bactériens ou biofiltre), la masse active des microorganismes se fixe sur des supports poreux inertes ayant un taux de vide d'environ 50 % (minéraux, comme la pouzzolane et le coke métallurgique, plastiques, les roches volcaniques, les cailloux) à travers lesquels on filtre l'effluent à traiter.
Pour ne pas avoir un colmatage rapide de la culture bactérienne, il faut effectuer les opérations de prétraitement  suivantes : dégrillage, dessablage, dégraissage et décantation primaire (décanteur-digesteur). Puis, l'effluent (eau à traiter) est réparti aussi uniformément que possible (dispersion en pluie par une grille de répartition rigoureusement plane) à la surface du filtre. 
Ensuite l’effluent (eaux à traiter) va être aspergé sur le lit bactérien grâce à un gicleur. L'aération dans le lit bactérien est réalisée par tirage naturel ou par ventilation. 
Ainsi, une aération abondante, par le sommet et le bas du massif filtrant provoque sur ce dernier le développement d'une flore microbienne aérobie, de plus, la percolation lente de l’effluent rend le processus d'oxydation efficace.
Lorsque la pellicule bactérienne devient trop importante, elle se détache naturellement; elle doit alors être séparée de l'effluent par décantation. L’eau va donc dans un décanteur secondaire (ou clarificateur) afin d’éliminer les éventuelles boues restantes.

## Avantages et inconvénients
Ce système d’épuration présente certains avantages :
- faible consommation d'énergie ;
- fonctionnement simple demandant peu d'entretien et de contrôle ;
- peut être installé en amont d'une station à boue activée afin de déconcentrer les effluents du type agroalimentaire ;
- bonne décantabilité des boues ;
- plus faible sensibilité aux variations de charges et aux toxiques que les boues activées.

Mais aussi des inconvénients :
- performances généralement plus faibles qu'une technique par boues activées, qui tient en grande partie aux pratiques anciennes de conception ; un dimensionnement plus réaliste doit par conséquent permettre d'atteindre des qualités d'eau traitée satisfaisantes ;
- coûts d'investissement assez élevés ;
- nécessité de prétraitements efficaces ;
- sensibilité au colmatage et au froid ;
- source de développement d'insectes (en cas de conception et/ou d'exploitation défectueuse) ;
- boues fermentescibles ;
- ouvrages de taille importante si des objectifs d'élimination de l'azote sont imposés.

L’épuration par lit bactérien permet pour une station de traiter des charges de pollution de 100 à 3000 éq-hab, mais convient surtout pour des charges de 300 à 2000 éq-hab (équivalent habitant).